# Dordogne (folyó)
A Dordogne (ejtsd: dordony, okcitánul Dordonha) Franciaország egyik legszebb, legvadregényesebb folyója.

## Nevének eredete
A folyó neve a Dore és a Dogne folyócskák nevének „összeolvasásával”, míg maga a folyó e két folyócska összefolyásával keletkezík a Puy de Sancy hegy lejtőjén.

## Földrajzi adatok
A Dordogne Auvergne-ben, Clermont-Ferrand-tól 35 km-re délkeletre, a Francia-középhegységben ered 1 380 méter magasan. Főleg délnyugatnak, később nyugatnak folyik Ambès városkáig, ahol beömlik a Gironde-ba. A Garonne folyóval együtt képezik a Gironde-ot, amely a Vizcayai-öbölbe torkollik. A Dordogne hossza 483 km, vízgyűjtő területének nagysága 23 957 km², átlagos vízhozama 450 m³ másodpercenként.
A Garonne és a Dordogne környéki borpincékben palackozzák a világ legdrágább borait.

## Megyék és városok a folyó mentén
- Puy-de-Dôme: Le Mont-Dore, La Bourboule
- Corrèze: Argentat, Bort-les-Orgues
- Lot: Souillac
- Dordogne: Beynac-et-Cazenac, Bergerac
- Gironde: Sainte-Foy-la-Grande, Libourne

## Mellékfolyói

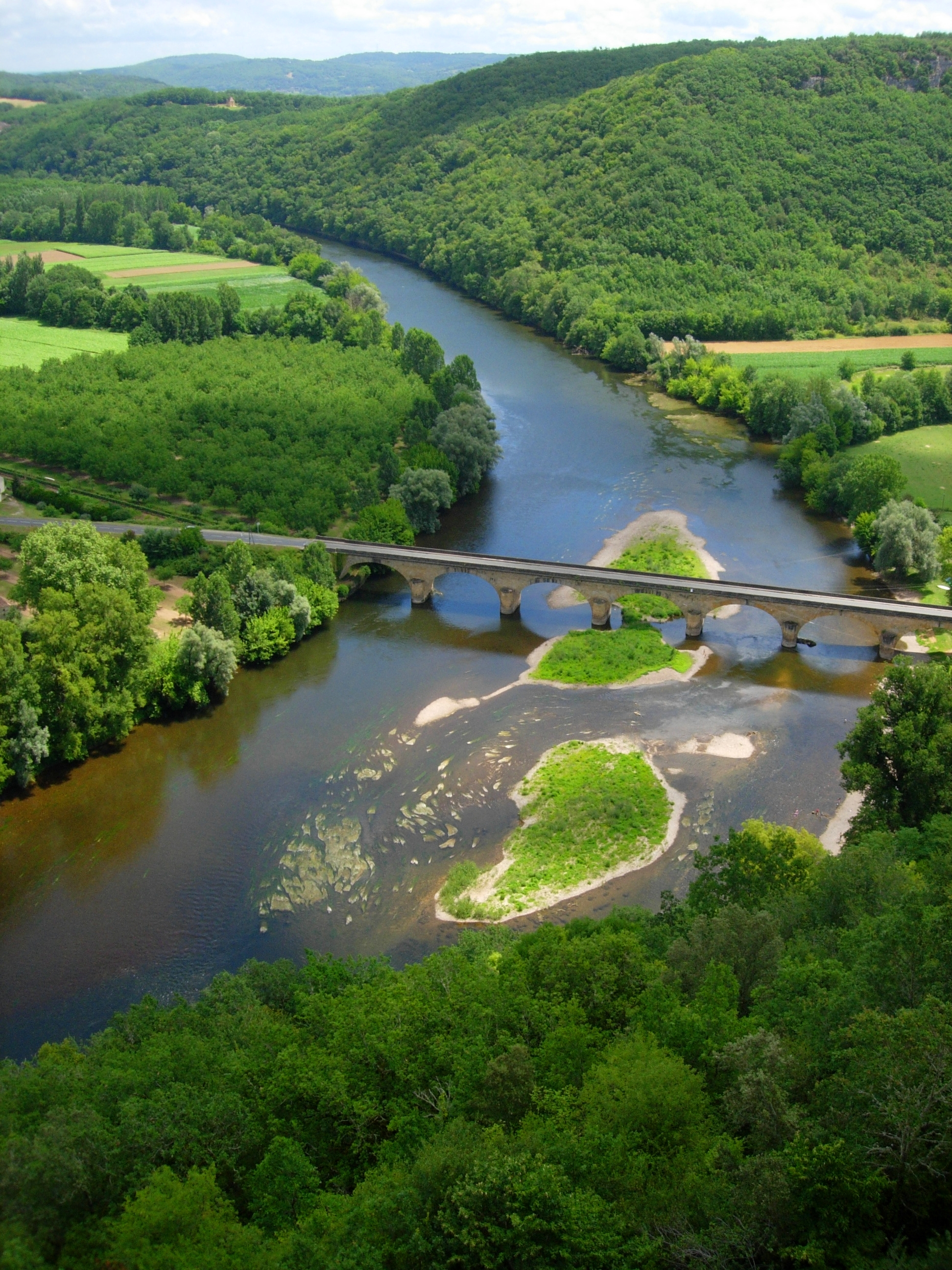
A folyó Périgord-ban

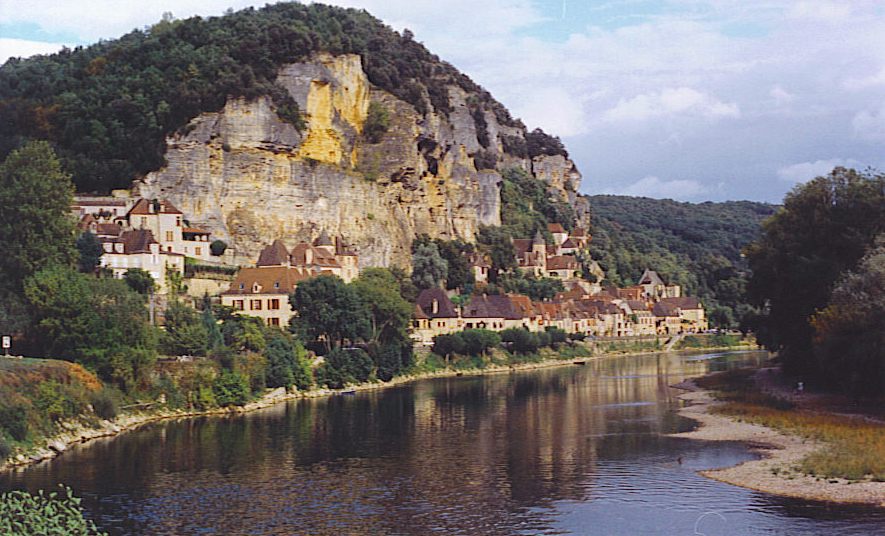
A Dordogne festői völgye

- Rhue
- Luzège
- Diège
- Auze
- Sumène
- Maronne
- Cère
- Ouysse
- Doustre
- Vézère
- Isle

## Egyéb
Az árapály rendszeres jelenség a folyón. Óceánjáró hajókkal Libourne-ig hajózható. Öt vízierőmű szelídíti a vadságát a felső folyásán.